# Сэй, Томас
Томас Сэй (англ. Thomas Say, 27 июня 1787 года, Филадельфия—10 октября 1834 года, Нью-Йорк) — американский зоолог, энтомолог.

## Биография
Состоял профессором естественной истории Пенсильванского унив. и проф. зоологии при Филадельфийском музее, затем переселился в штат Индиану, где примкнул к секте гармонистов и все свободное время посвятил изучению насекомых. Заслуги Сэя по этому предмету настолько велики, что он получил прозвище «отца американской энтомологии». 
Научные труды Сэя касаются, помимо энтомологии и конхиологии, ещё американской фауны. Он напечатал следующие капитальные работы: «Descriptions of Coleopterous Insects collected in the Expedition to the Rocky Mountains» (1823—1824); «American Entomology etc.» (Филадельфия, 3 т., 1823—1828); «American Conchology or description of the shells of North America» (4 ч., Нью-Гармони, 1830—1832) и мн. др.